# Яхрома (річка)
Яхрома — річка у Дмитровському районі Московської області. Довжина 54 км, сточище — 988 км², належить до басейну Волги.

## Назва
Гідронім Яхрома походить із зниклої мерянської мови, який перекладається «озерна річка». Озерне походження підтверджують дані палеографії. Водночас існує легенда за якою коли Юрій Довгорукий переправлявся через річку із своєю дружиною, яка виходячи з візка спіткнулась і вивихнувши ногу з переляку закричала «Я хрома!», що і залишилось в назві.

## Фауна
У річці водяться лящ, язь, плітка, окунь, щука, налим, сом. У заплавах з повільною течією водяться лини та карасі. 

## Притоки
- Ліві притоки Яхроми: Волгуша (40 км), Комариха, Варварка, Рогачовка, Дятлинка
- Праві притоки: Ільїнка (14 км), Кухолка, Мельчовка[3]

## Гідрологія
Найбільша річка Дмитровського району, вона впадає у річку Сестра. У давні часи була судноплавною, по ній на човнах до Дмитрова доставляли товари, які розвантажували та суходолом везли в Москву. Однак з будівництвом каналу імені Москви обміліла. Тоді ж вона перестала існувати як єдина річка, поділившись на дві річки Яхрома – верхню, до каналу, і нижню після перетину з каналом.
Витоки річки знаходяться у Пушкінському районі, біля села Мартьянково. Місце злиття двох струмків вважається початком Яхроми. Влітку ці струмки пересихають, але річку живить чимало джерел. Спочатку тече на північ, потім повертає на захід, вона приймає річку Комариху. У верхів’ях течія швидка, а на весні навіть бурхлива. У цій частині вона має високі, круті береги, наприклад біля села Ільїнське вони сягають 70 метрів.
Біля Деденева вона впадає в Яхромське водосховище, яке є частиною каналу імені Москви.
У середній течії приймає стичні води промислових підприємств тому була ізольована від каналу імені Москви і тече трубами під каналом. Після каналу, в нижній частині Яхроми приймає в себе води Волгуші та Ікші. Біля міста Яхрома у чотирьох місцях русло річки було випрямлено. 
Біля Дмитрова річка виходить на низовину, повертаючи на північний захід, де від неї відходять зрошувальні канали. Основне русло тут має ширину 18 метрів та глибину до 2,2 м. Тут швидкість течії падає. До свого гирла тече в низьких берегах вбираючи в себе справа Кухолку та Мельчовку, зліва Варварку, Рогачовку, Дятлинку. Яхрома є правою притокою річки Сестра, впадає в неї біля села Усть-Пристань

## Міста
На річці Яхрома розташовані такі міста: Яхрома, Дмитров.